# Balch (Tadzjikistan)
Balch (Балх), voor 2017 bekend als Kolchozobod (Колхозобод), is een dorp (sjahraki) in het zuidwesten van Tadzjikistan in het district Dzj. Roemi van de provincie Chatlon. Het is de hoofdstad van dit district. In 2014 telde het dorp ongeveer 17.200 inwoners.

## Historische namen
Balch is verschillende keren van naam verwisseld.
- Toegalang tussen 1882 en 1934
- Kaganovitsjabad tussen 1934 en 1957
- Kolchozobod tussen 1957 en 2017.
- Balch van 2017 tot heden.

Dorpen: Kolchozobod (Колхозобод) · Orzoe (Орзу)

Dzjamoats: Froenze (Фрунзе) · Kalinin (Калинин) · Madanijat (Маданият) · Navobod (Навобод) · Oezoen (Узун) ·
Töghalang (Тӯғаланг)